# Jesús Manzaneque
Jesús Manzaneque Sánchez (Campo de Criptana, Espanha, 1 de janeiro de 1943) é um ex ciclista espanhol. O seu irmão maior Fernando Manzaneque também era ciclista.

## Palmarés
- 1968
- Volta às Astúrias

- 1969
- Volta a Aragão
- Troféu Elola

- 1970
- Três Dias de Leganés
- GP Biscaia

- 1971
- Volta à La Rioja

- 1972
  - 1 etapa da Volta a Espanha

- 1973
- Volta a Portugal
- Volta a Aragão
- Volta às Astúrias
- Volta à La Rioja
- Escalada a Montjuic
  - 2 etapas da Volta à Catalunha

- 1974
  - 1 etapa da Dauphiné Libéré
  - 1 etapa da Volta ao País Basco
- Volta à La Rioja
- Troféu Elola

- 1975
  - 1 etapa da Volta a Espanha
  - 1 etapa da Volta ao País Basco

- 1976
  - 1 etapa da Volta à Andaluzia